# Louis de Rouvroy
Louis de Rouvroy, duc de Saint-Simon (wym. [lwi də ɾuvɾwaj, dyk də sɛ̃-simõ]; ur. 16 stycznia 1675 w Wersalu, zm. 2 marca 1755 w Paryżu) – francuski żołnierz, dyplomata i pisarz.
Rodzina Rouvroy posiadała niegdyś rzadki i wyróżniający tytuł Vidame nadawany dowódcom feudalnych wojsk biskupich. Tytuły te zaczęto dopasowywać do konkretnych ziem np: vidame de Chartres.

## Życiorys
Ojciec przyszłego pisarza był wysokim, małomównym człowiekiem i zapalonym myśliwym. Syn zaś był gadatliwym domatorem. Rouvroy-ojciec był faworytem uwielbiającego polowania Ludwika XIII, który uczynił go „Mistrzem Wilczarzy”, po czym obdarował go tytułem książęcym. Saint-Simon-senior miał 68 lat, gdy urodził się jego słynny syn. Saint-Simonowie mieli wysoką pozycję rodową między książętami Francji lecz nie dorównywali większości z nich majątkiem.
Matka pisarza Charlotte de l’Aubespine, należała do rodziny szlacheckiej wywyższonej za króla Franciszka I. Rodzice zadbali o edukację syna kształconego m.in. przez matkę i rodziców chrzestnych: Ludwika XIV i królową Marię Teresę. Później jego edukacją zajęli się jezuici (zwł. ojciec Sanadon, wydawca dzieł Horacego). Następnie od 1692 roku, młody arystokrata był kształcony w sztuce wojennej w oddziale zwanym „Szarymi muszkieterami” (mousquetaires gris). Uczestniczył w oblężeniu miasta Namur i w bitwie pod Neerwinden (1693).

### 1695–1715
W 1695 roku poślubił Gabrielle de Durfort. Było to małżeństwo pełne miłości i uczucia, rzadkie w tamtych czasach małżeństw kontraktowych. Wydaje się, że uczucie to zmieniło jego pogląd na świat na bardziej krytyczny i mniej „arystokratyczny”. Gdy nie otrzymał upragnionego stanowiska w armii, wycofał się z niej w ogóle (1702), co zraziło do niego samego króla. Ludwik XIV tak go znielubił, że Rouvroy z trudem utrzymał się na dworze, choć był tam raczej lubiany i ufano mu.

### 1715–1722
Saint-Simon był raczej bierny jeśli chodzi o podejście do spraw własnej kariery. W 1705 roku mianowano go ambasadorem w Rzymie lecz wycofano się z tego pomysłu zanim tam pojechał. Tak potraktowany zbliżył się do bratanka Ludwika XIV Filipa I Orleańskiego, przyszłego (od 1715) regenta Francji. Saint-Simon zaskarbił sobie też sympatię Ludwika, księcia Burgundii, syna Wielkiego Delfina. Tak jak jego przyjaciele, książę de Saint-Simon nie znosił bastardów króla, którzy mieli po nim dziedziczyć.
Rok 1715 przyniósł zmiany na lepsze w przebiegu kariery księcia. Orleańczyk został regentem, a bastardów zdegradowano i odsunięto od sukcesji. Saint-Simon miał jednak mniejszy wpływ na regenta niż miał nadzieję posiadać. W 1721 roku został ambasadorem w Hiszpanii, by zaaranżować ślub Ludwika XV i Marianny Wiktorii, infantki hiszpańskiej (ślub nie doszedł do skutku ze względu na powikłania dyplomatyczne lecz wówczas wydawało się, że wszystko idzie zgodnie z planem). Sama wizyta Saint-Simona była sukcesem. Poseł otrzymał tytuł granda Hiszpanii. Był zadowolony, mimo że zaraził się tam ospą.

### 1722–1755
Po powrocie do Francji (1722) stwierdził, że jego wpływ polityczny zmalał. Kardynał Guillaume Dubois nie darzył go (z wzajemnością) sympatią. Jednak jeszcze przez 30 lat Saint-Simon brał udział w pracy rządu. W 1743 roku zmarła mu żona, a w 1744 roku najstarszy syn. Rodzina popadła w długi. Sam książę zmarł w 1755 roku w Paryżu. Claude Henri de Rouvroy, hrabia Saint-Simon, jeden z utopistów socjalistycznych, był jego dalekim krewnym. Wszystkie dobra księcia przejęło państwo, zaginęła przy tym spora partia słynnych Pamiętników.

## Wydania dzieł
- Louis de Rouvroy, książę de Saint-Simon, Pamiętniki, PIW Warszawa 1984, t. I-II.